# Bahnpolizei
Die Bahnpolizei ist eine besondere Polizeibehörde oder -organisation, die im Bereich der Eisenbahn für die Sicherheit der Reisenden und der Bahnanlagen sowie des Schienenverkehrs zuständig ist. Eigene Bahnpolizeibehörden oder -organisationen gibt oder gab es in Europa in Deutschland, den Niederlanden, Polen, Belgien, Frankreich, Großbritannien, Italien, der Schweiz, Spanien, Slowenien, Rumänien sowie der Slowakei.

## Deutschland

### Geschichte der Bahnpolizei

#### Privat- und Länderbahnzeit und Deutsche Reichsbahn
Polizeiliche Aufgaben auf dem Betriebsgelände der zunächst hauptsächlich privaten deutschen Bahnen und ab 1871 bis 1920 der Länderbahnen waren seit der ersten derartigen Anordnung des Nürnberger Magistrats vom November 1835 regelmäßig dem Bahnaufsichtspersonal übertragen. 1836 erließ Bayern das erste Bahnpolizeireglement, 1870 entstand mit dem Bahnpolizei-Reglement für die Eisenbahnen im Norddeutschen Bunde das erste überstaatliche Bahnpolizeireglement, welches 1872 praktisch unverändert zum reichseinheitlichen Bahnpolizei-Reglement für die Eisenbahnen Deutschlands wurde. Die dortigen Regelungen gingen im Kern unverändert in die Eisenbahn-Bau- und Betriebsordnung (EBO) von 1904 ein. Erst mit der abgeschlossenen Verstaatlichung und dem Übergang der Bahnen von allen Bundesstaaten bzw. Ländern auf das Reich (Deutsche Reichsbahn) schuf 1921 das Reichsverkehrsministerium einen hauptamtlichen „Eisenbahnüberwachungsdienst“, der sich in „Streif-“, „Wächter-“ und „Fahndungsdienst“ gliederte. Die Stellung der nebenamtlichen Bahnpolizeibeamten blieb parallel erhalten. Beamte mit Aufgaben der Strafverfolgung wurden zu Hilfsbeamten der Staatsanwaltschaft bestellt. Rechtsgrundlage waren die EBO und die Strafprozessordnung. Für Objektschutzaufgaben wurde ein militärisch organisierter „Bahnschutz“ aufgestellt, dessen rechtliche Einordnung unklar blieb.
Unter dem nationalsozialistischen Regime blieb die Bahnpolizei weiter Teil der Reichsbahn und damit letztlich dem Reichsverkehrsministerium unterstellt, jedoch war sie ab 1936 außerdem Weisungen des Reichsführers SS und Chefs der Deutschen Polizei im Reichsministerium des Inneren unterworfen. Ab 1938 konnte die Bahnpolizei als Sonderpolizei bedarfsweise Dienststellen der Ordnungspolizei bzw. der Wehrmacht unterstellt werden; der Streifdienst wurde in „Bahnschutzpolizei“ umbenannt.
Die Bahnpolizei wurde bei Kriegsende von den Alliierten zunächst aufgelöst. Zur Sicherung des militärischen Nachschubs und der Versorgung der Bevölkerung beschloss jedoch der Alliierte Kontrollrat am 10. Mai 1946 die Wiederaufstellung einer ordnungsgemäßen Bahnpolizeiorganisation in allen Besatzungszonen.

#### Gebiet der Deutschen Bundesbahn (Westdeutschland)

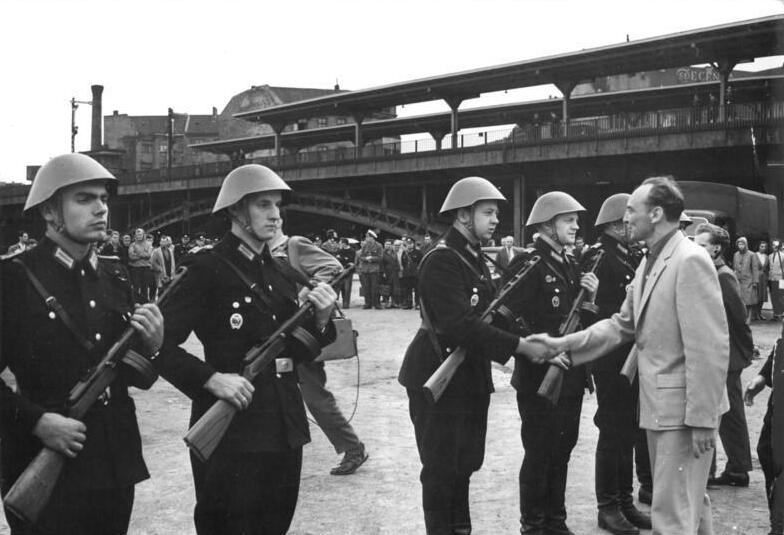
Angehörige der DDR-Transportpolizei im Jahr 1961

In Westdeutschland blieb die Bahnpolizei Teil der Deutschen Bundesbahn, die selbst eine obere Bundesbehörde im Bereich des Bundesverkehrsministeriums war. Das Recht der Bahnpolizei ergab sich unverändert aus der Eisenbahn-Bau- und Betriebsordnung und aus der Strafprozessordnung. Sie war nur auf Bahngelände zuständig, außer bei Gefahr im Verzug oder bei der Verfolgung einer Person, die auf dem Bahngelände auf frischer Tat angetroffen wurde. In diesen Fällen musste die Landespolizei sofort verständigt werden. Verwaltungsakte der Bahnpolizei wurden bahnpolizeiliche Verfügung genannt.
Bahnpolizeibeamte waren neben den hauptamtlichen Beamten der Bahnpolizei auch die Betriebsbeamten und die entsprechenden Personen nach Landesrecht, die im Dienst nicht-bundeseigener Bahnen standen.
Bahnpolizeibehörden waren die Hauptverwaltung der Deutschen Bundesbahn, die Bundesbahndirektionen, die Ämter des Betriebsdienstes der Bundesbahn und nicht bundeseigene Eisenbahndienststellen, die von den Ländern hierzu bestimmt wurden. Die Bahnpolizei der Bundesbahn untergliederte sich weiter in Bahnpolizeiwachen und -posten. Außerdem war der Fahndungsdienst der Deutschen Bundesbahn als Kriminalpolizei bei der Hauptverwaltung eingerichtet.
1991 hatte die Bahnpolizei eine Sollstärke von 2770 Mann.
Am 1. April 1992 wurde die Bahnpolizei aufgelöst und in den Bundesgrenzschutz überführt, welcher am 1. Juli 2005 in Bundespolizei umbenannt worden ist (siehe unten). Die Beamten der Bahnpolizei wechselten 1992 größtenteils zum Bundesgrenzschutz.
Die Aufgaben der Bundespolizei auf Bahnanlagen sind heute in § 3 des Bundespolizeigesetzes und nicht mehr in der Eisenbahn-Bau- und Betriebsordnung geregelt und betreffen auch nur die Bahnanlagen der Eisenbahnen des Bundes. Auf dem Gebiet der nicht-bundeseigenen Eisenbahnen ist die zuständige Landesbehörde verantwortlich.

#### Gebiet der Deutschen Reichsbahn
Bereits 1946 wurde in der sowjetischen Besatzungszone wieder eine ordentliche Bahnpolizei aufgestellt. Diese war nicht mehr in die Deutsche Reichsbahn eingegliedert, sondern der (Ost-)Deutschen Verwaltung des Inneren, ab 1949 des Ministeriums des Inneren der DDR, unterstellt.
Seit 1949 trug diese Polizei die Bezeichnung Transportpolizei, in der Bahn- und Wasserschutzpolizei zusammengeführt waren; die Letztere wurde 1952 wieder ausgegliedert. Die weiterhin so benannte Transportpolizei war, mit einer Unterbrechung von 1953 bis 1957, währenddessen sie zur Staatssicherheit gehörte, ein Dienstzweig der Volkspolizei. Die Transportpolizei hatte in erster Linie die Aufgabe, Gefahren von der Bahn abzuwehren und war paramilitärisch aufgebaut. Sie gliederte sich in Schutz- und Kriminalpolizei, die für alle auf Bahngelände begangenen Straftaten zuständig waren. Neben den früheren Aufgaben der Bahnpolizei führten Zugbegleitkommandos (ZBK) die Kontrolle und Überwachung der Fahrgäste durch, ein großer Teil der Polizisten war im Objektschutz tätig, daneben bestanden Einsatzkompanien, das heißt eine Bereitschaftspolizei. Entsprechend hoch war der Personalbestand, der im Laufe der Zeit zwischen 5500 und 8900 schwankte.

##### Entwicklung in West-Berlin
Aufgrund der Tatsache, dass der Eisenbahnbetrieb für ganz Berlin der Deutschen Reichsbahn übertragen war, war die Transportpolizei zunächst auch dort tätig. Während jedoch die Westalliierten als Rechtsgrundlage der Tätigkeit der Transportpolizei die Eisenbahn-Bau- und Betriebsordnung von 1928 ansahen, ging diese tatsächlich nach DDR-Vorschriften vor. Diese mit dem Konflikt um den Status von Berlin zusammenhängenden unterschiedlichen Rechtsauffassungen – die DDR beanspruchte Hoheitsrechte auf Reichsbahn- und Reichswasserstraßengelände in West-Berlin – und der Hass der West-Berliner Bevölkerung auf die uniformierten Vertreter der Staatsmacht der DDR führten immer wieder zu Problemen. Einen ersten Höhepunkt erreichten diese beim S-Bahn-Streik 1949, als es zu gewalttätigen Auseinandersetzungen unter Beteiligung der späteren Transportpolizei kam, die auch Todesopfer forderten. Die Alliierte Kommandantur, der die Sowjetunion inzwischen fernblieb, übertrug daraufhin „Aufrechterhaltung der Ruhe und Ordnung“ auf den West-Berliner Bahnhöfen der West-Berliner Polizei. Die anderen Aufgaben verblieben jedoch bei der späteren Transportpolizei.
Nach Errichtung der Berliner Mauer am 13. August 1961 wurde die Situation der uniformierten Transportpolizisten in West-Berlin zunehmend unhaltbar. Zu den Parolen des einsetzenden S-Bahn-Boykotts gehörte „Transportpolizei raus aus dem freien Berlin“, es kam zu Anschlägen, und das Erscheinen uniformierter Transportpolizei verstärkte noch die Gewalttätigkeiten. Am 30. Januar 1962 wurde daher eine Bahnpolizei der Deutschen Reichsbahn geschaffen, die die Schutzpolizei der Transportpolizei in West-Berlin ablöste. Die Bahnpolizei trug als Bewaffnung nur einen Schlagstock, ihre Angehörigen waren ausschließlich deutsche Einwohner der Westsektoren Berlins. Gegenseitiges Überkleben von Fahndungsplakaten durch Bahnpolizei und West-Berliner Polizei führten schließlich am 21. August 1962 zu einer weiteren Anordnung der Alliierten Kommandantur, die die Eisenbahn-Bau- und Betriebsordnung (EBO) als Rechtsgrundlage und die Folgerungen daraus sowie den Vorrang von Anordnungen der Kommandanten der Sektoren klarstellte. Abweichend von der in der EBO vorgeschriebenen Übergabe Festgenommener an die örtliche Polizei und von der Tatsache, dass dort keine Regelung für eine besonders zuständige Kriminalpolizei getroffen war, verpflichteten die Reichsbahnvorschriften jedoch die Bahnpolizei in solchen Fällen weiter zur Einschaltung der kriminalpolizeilichen Abteilung der Transportpolizei, die nach DDR-Recht für alle Straftaten auf Bahngebiet zuständig war. Die Konflikte setzten sich daher auf dieser Ebene bis zum Ende der DDR fort: Es kam zu Ermittlungs- und Strafverfahren der West-Berliner Justiz wegen Amtsanmaßung gegen im Westen tätig werdende Transportkriminalpolizisten und wegen Beihilfe gegen Bahnpolizisten. Besondere Aufmerksamkeit erregte die Bearbeitung eines tödlichen Bahnunfalls Anfang 1973, als ermittelnde Transportpolizisten die Verbringung des Leichnams in die Gerichtsmedizin nach Ost-Berlin beabsichtigten, sie von West-Berliner Polizei festgenommen und später wegen fortgesetzter Amtsanmaßung verurteilt wurden.

##### Neuregelung durch den Beitritt der DDR
Aufgrund des Einigungsvertrages wurde die Transportpolizei am 30. September 1990 aufgelöst. Am 3. Oktober 1990 wurden etwa 1700 der 2008 Bediensteten in den Bundesgrenzschutz (jetzt Bundespolizei) übernommen, der gleichzeitig für die bahnpolizeilichen Aufgaben auf Reichsbahngelände in der gegenüber DDR-Recht wesentlich engeren Auslegung der Eisenbahn-Bau- und Betriebsordnung von 1967 zuständig wurde.

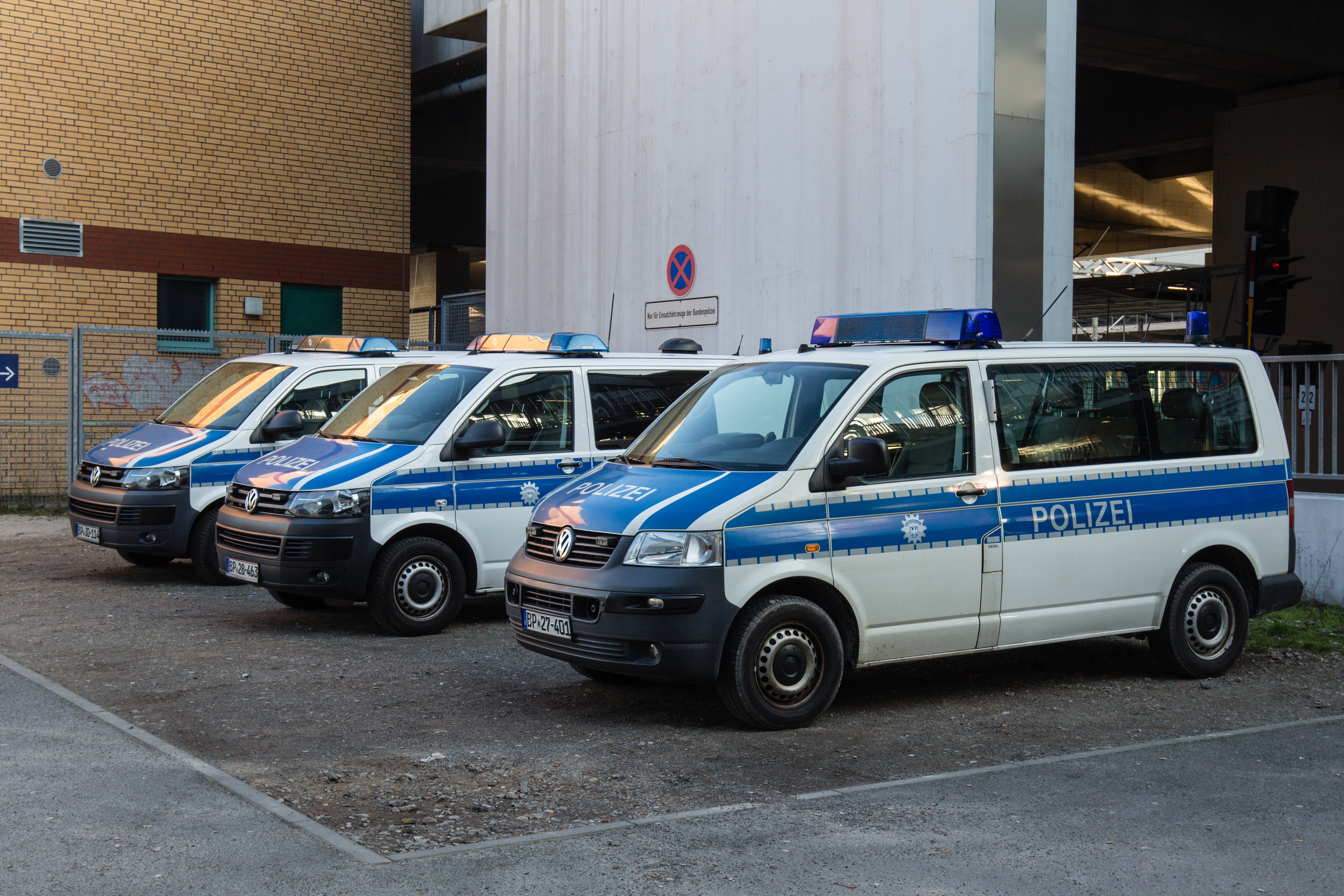
Streifenwagen der Bundespolizei am Bahnhof Berlin Südkreuz.

### Aktuelle Organisation der bahnpolizeilichen Aufgaben

#### Im Bereich der Eisenbahn
Die Aufgaben der Bahnpolizei oblagen dem Bundesgrenzschutz in den neuen Bundesländern aufgrund des Einigungsvertrages vom 31. August 1990 bereits seit dem 3. Oktober 1990.
Die Polizeiaufgaben der hauptamtlichen Bahnpolizei sowie des Fahndungsdienstes in den übrigen Bundesländern wurden dem damaligen Bundesgrenzschutz (heute: Bundespolizei) durch § 2a Gesetz zur Übertragung der Aufgaben der Bahnpolizei und der Luftsicherheit auf den Bundesgrenzschutz (sog. „Aufgabenübertragungsgesetz“) vom 23. Januar 1992 übertragen. Es ist am 1. April 1992 in Kraft getreten (Regelung in § 3 BPolG). Danach hat die Bundespolizei die Aufgabe, auf dem Gebiet der Eisenbahnen des Bundes Gefahren für die öffentliche Sicherheit und Ordnung abzuwehren, die
1. den Benutzern, den Anlagen oder dem Betrieb der Bahn drohen oder
2. beim Betrieb der Bahn entstehen oder
3. von den Bahnanlagen ausgehen.

Dazu gehören auch Maßnahmen der Strafverfolgung und der Bearbeitung von bestimmten Vergehenstatbeständen, die auf dem Gebiet der Bahnanlagen der Eisenbahnen des Bundes begangen wurden und gegen die Sicherheit eines Benutzers, der Anlagen oder des Betriebes der Bahn gerichtet sind oder das Vermögen der Bahn oder ihr anvertrautes Vermögen sowie den Tatbestand des gefährlichen Eingriffs in den Bahnverkehr nach § 315 III Nr. 1 StGB und andere Verbrechen betreffen, für die die Bundespolizei als Grenzpolizei zuständig ist.
Zu diesem Zweck bestehen an mehreren Standorten Übungsbahnhöfe, wo unter realistischen Bedingungen in Zusammenarbeit mit DB Sicherheit Einsätze trainiert werden.
Unberührt bleibt die sachliche Aufgabenzuständigkeit der Landespolizeien auf dem Gebiet der Bahnanlagen für strafverfolgende Maßnahmen bei Verbrechen mit Ausnahme der genannten Tatbestände, auch wenn sich diese Verbrechen gegen die Bahn oder ihre Benutzer richten. Bei solchen Straftaten wie z. B. Mord kann die Bundespolizei zwar erste polizeiliche Maßnahmen ergreifen, aber nur in Vertretung der zuständigen Landespolizei.
Insgesamt erstreckt sich die Zuständigkeit auf ein ca. 33.500 Kilometer langes Streckennetz mit ca. 5700 Bahnhöfen und Haltepunkten.

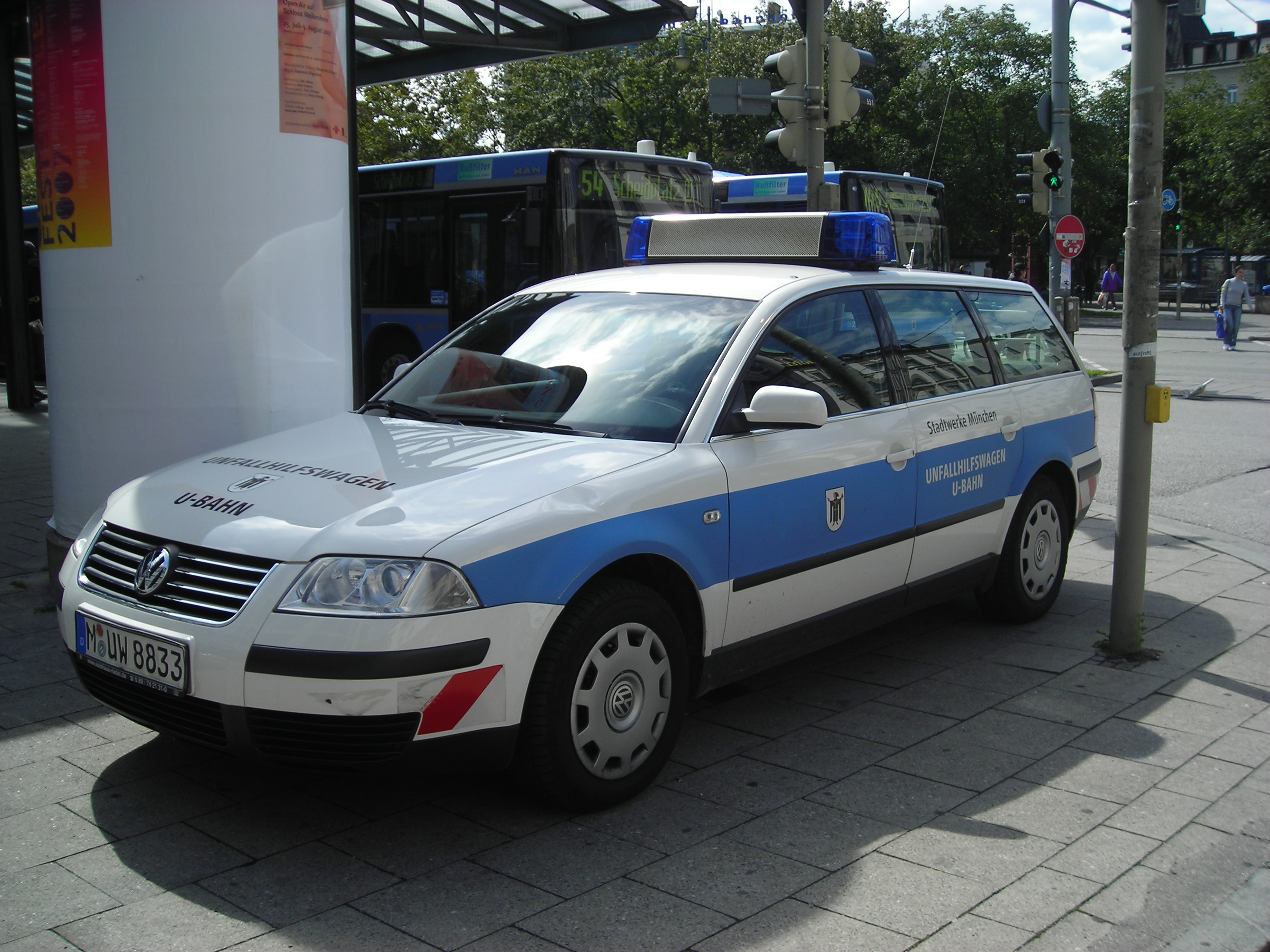
Einsatzfahrzeug der U-Bahn-Wache München, zugleich Unfallhilfswagen

#### Im Bereich des kommunalen öffentlichen Personennahverkehrs
Vielfach werden seit etwa dem Jahr 2000 Überwachungsaufgaben von kommunalen Unternehmen des öffentlichen Personennahverkehrs in Deutschland auch an privatrechtliche Sicherheitsdienste übertragen. Beispiele hierfür sind die Hochbahn-Wache in Hamburg und die U-Bahn-Wache in München. Diese Unternehmen sind aber keine Eisenbahnverkehrsunternehmen. Die DB Sicherheit übernimmt an Bahnhöfen und in Zügen der Deutschen Bahn ähnliche Aufgaben. Diese Unternehmen haben jedoch weder die Befugnisse der Bundespolizei noch die der ehemaligen Bahnpolizei. Sie dürfen also nicht in den Betrieb eingreifen, sondern sind alleine für die Durchsetzung des Hausrechtes im Auftrag der Besitzer (Deutsche Bahn AG bzw. lokales Verkehrsunternehmen) zuständig. Für alle weitergehenden Maßnahmen benötigen sie die Hilfe der Bundespolizei oder einer Landespolizei oder der nach Landes- oder Bundesrecht zuständigen Überwachungsbehörde.

## Schweiz
Eine eigentliche Bahnpolizei der Schweizerischen Bundesbahnen (SBB) wurde erst gegen Ende der 1990er Jahre aufgebaut. Zuvor waren Kaderangehörige der Bahnen bahnpolizeilich vereidigt und übten diese Funktion nebenbei aus. Nach der Vereidigung wurden sie bis 1993 mit Ordonnanzrevolver/-pistole der Schweizer Armee ausgestattet.

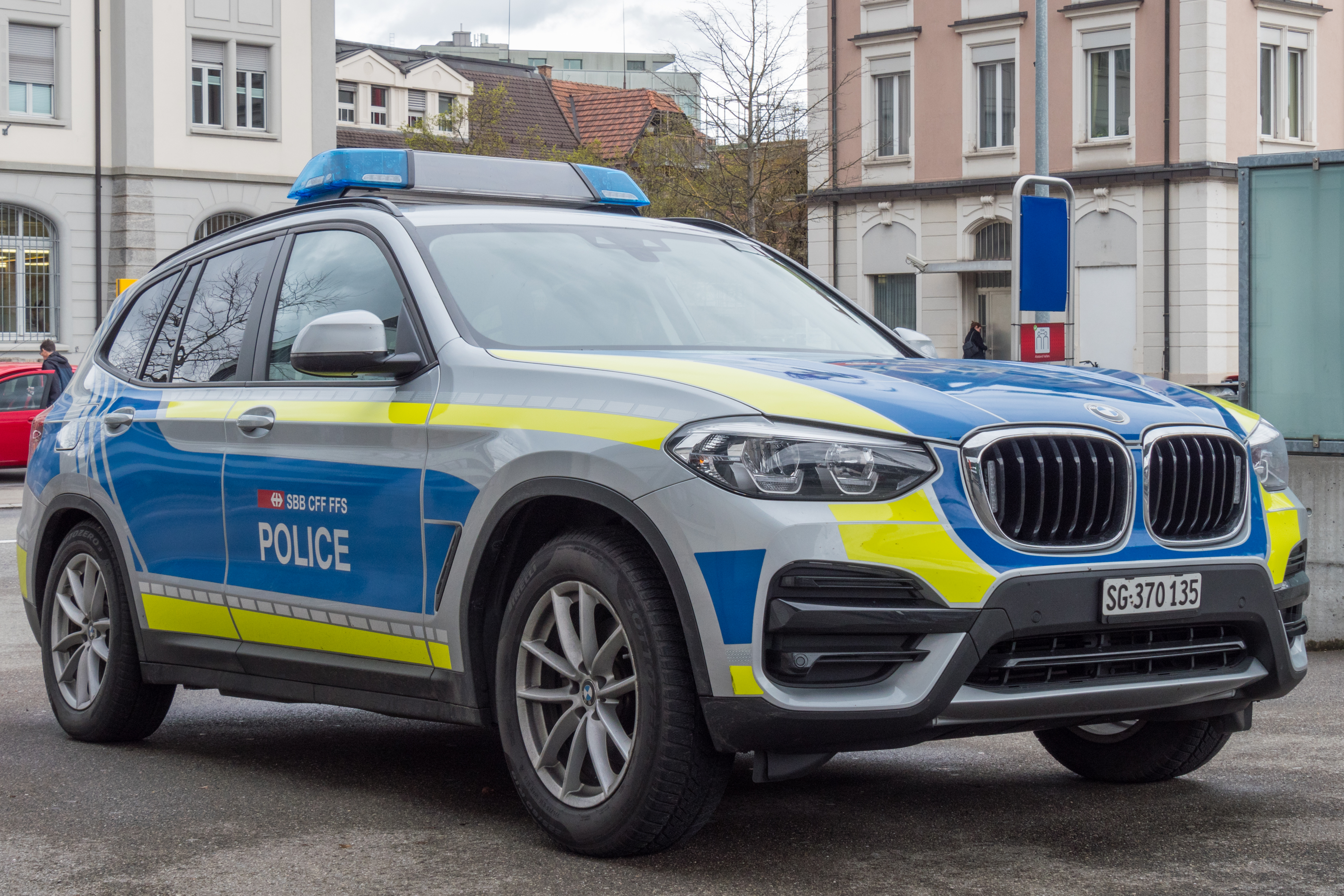
SBB CFF FFS Police (Weinfelden 2022)

Als in den frühen 1990er Jahren die Nahverkehrszüge immer häufiger unbegleitet verkehrten und Übergriffe auf Reisende und Sachbeschädigungen sich häuften, rekrutierte man im Raum Zürich zuerst betriebseigene Leute und bildete sie zu Bahnpolizisten (Bapo) aus, die Züge der S-Bahn Zürich begleiteten.
Im Jahr 2002 wurde die Bahnpolizei an die von den SBB und dem Sicherheitskonzern Securitas AG gegründete Securitrans AG ausgelagert. Das Unternehmen gehörte zu 51 Prozent den SBB und zu 49 Prozent der Securitas. 2009 wurde die Bahnpolizei ganz von der SBB übernommen und in SBB-Transportpolizei umbenannt. Die Securitrans, Public Transport Security AG wurde per Januar 2021 komplett von der SBB übernommen.
Als gesetzliche Grundlage galt anfangs das Bahnpolizeigesetz, welches der Bahnpolizei eine Gleichstellung mit den jeweiligen Kantonspolizeien zusicherte. Da dieses Gesetz aus dem Jahr 1878 nicht mehr zeitgemäß war, wurde 2010 das Bundesgesetz über die Sicherheitsorgane der Transportunternehmen im öffentlichen Verkehr (BGST) durch das schweizerische Parlament verabschiedet. Dieses neue Gesetz schränkte die polizeilichen Kompetenzen der Bahnpolizei, nun Transportpolizei, stark ein. Jedoch erlaubte der Bundesrat im Rahmen der Verordnung über die Sicherheitsorgane der Transportunternehmen im öffentlichen Verkehr (VST) den Transportpolizisten ab 2012 das Tragen einer Schusswaffe. Die SBB errichtete ein umfangreiches Netz von Stützpunkten.
Die Ausbildung der Transportpolizisten findet vorwiegend zusammen mit Aspiranten der Kantonspolizeien des Polizeikonkordats Nordwestschweiz an der Interkantonalen Polizeischule Hitzkirch im Kanton Luzern statt.
Während Jahren fuhr die SBB mit der Bahnpolizei ansehnliche Gewinne ein, obwohl dieser Bereich eigentlich keine Gewinne machen durfte. Die Kantone mussten die Bahnpolizeirechnungen bezahlen, bekamen nicht mit, dass diese überhöht waren. Geschäftsunterlagen, die dem Beobachter vorliegen, zeigen, dass einer der Erfinder des Subventionskonstrukts Peter Füglistaler war, heute Chef des Bundesamts für Verkehr.

## Österreich
In Österreich gibt es keinen gesonderten Polizeikörper für den Bahnbereich, womit auch auf Bahngelände die Bundespolizei und gegebenenfalls bestehende Gemeindewachkörper zur Wahrnehmung polizeilicher Aufgaben zuständig sind. Die Eisenbahnunternehmen sind jedoch gemäß § 30 Eisenbahngesetz 1957 verpflichtet, Eisenbahnaufsichtsorgane zu bestellen, die behördlich vereidigt werden und denen die Überwachung der Einhaltung der eisenbahnrechtlichen Sicherheitsvorschriften obliegt. Der von den ÖBB-Operative Services betriebene Sicherheitsdienst, der in Bahnhöfen die Einhaltung der Hausordnung überwacht, hat keine regulären polizeilichen Befugnisse.
Im Jahr 2018 wurde von den Wiener Linien der Sicherheitsdienst Wiener Linien Security geschaffen. Die 120 Mitarbeiter überwachen nicht nur die Hausordnung, sondern sind auch zu Eisenbahnaufsichtsorganen bestellt und haben dementsprechende Befugnisse.

## Weitere europäische Länder mit Bahnpolizeien

### Belgien
Die 1891 gegründete Eisenbahnpolizei war bis zu ihrer Eingliederung in die belgische Gendarmerie 1999 aus Mitarbeitern der SNCB, die nur über beschränkte Polizeibefugnisse verfügten, zusammengesetzt. Seit 2001 ist die Eisenbahnpolizei (frz. Police des chemins de fer, niederl. Spoorwegpolitie) Teil der Föderalen Polizei Belgiens.

### Großbritannien

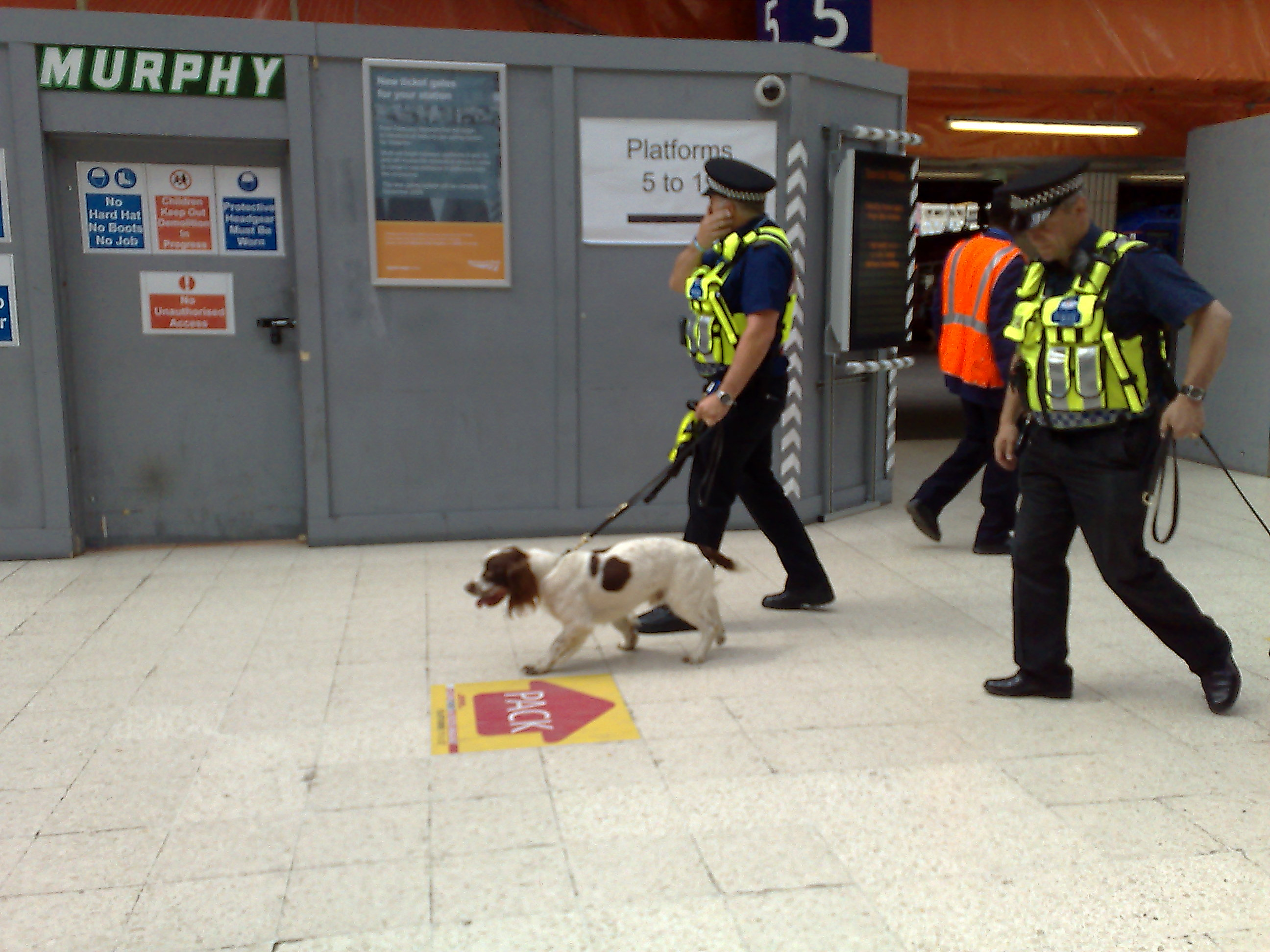
Beamte der British Transport Police im Bahnhof Waterloo in London

Die British Transport Police (BTP, walisisch Heddlu Trafnidiaeth Prydeinig) ist die in Großbritannien für den Schienenverkehr zuständige Polizei. In Nordirland hat der Police Service of Northern Ireland auch diese Aufgabe übernommen.
Die BTP verfügte im Jahr 2007 über 2.774 Polizisten, 258 Mitglieder von Sondereinheiten und weitere 1.414 Angestellte in England, Schottland und Wales. Chief Constable der British Transport Police ist Lucy D’Orsi.
Die BTP ist regional aufgeteilt in folgende Bezirke:
- Wales und Westen
- Schottland
- Nordost
- Nordwest
- London Nord
- London Süd
- London Underground

### Italien
Die Polizia Ferroviaria (Polfer) ist in Italien eine der vier spezialisierten Organisationsbereiche der Polizia di Stato neben Polizia Stradale (Verkehrspolizei), Polizia Postale e delle Comunicazioni (Post- und Fernmeldewesen) und Polizia di Frontiera (Grenzpolizei). Sie soll in erster Linie die Sicherheit in den Stationen und Zügen garantieren.

### Niederlande
Die Niederländische Bahnpolizei (Spoorwegpolitie) war bis 2013 ein Teil des Korps Landelijke Politiediensten (KLPD) und speziell für häufig vorkommende Verbrechen in öffentlichen Verkehrsmitteln ausgebildet. Sie war für die Sicherheit auf Bahnstrecken, in den Zügen und auf Bahnhöfen verantwortlich (nur Amsterdam, Rotterdam, Utrecht und Den Haag).
Seit der Umstrukturierung der niederländischen Polizei und der Auflösung des KLPD am 1. Januar 2013 werden bahnpolizeiliche Aufgaben von der niederländischen Landespolizei (Nationale Politie) mit übernommen.

### Rumänien
In Rumänien ist die Politia Transporturi Feroviare – als Teil der staatlichen Polizei – für den Eisenbahnverkehr zuständig.

### Slowakei
In der Slowakei ist die Bahnpolizei unter der Bezeichnung Zeleznicná Polícia Slovenskej Republiky (ZP SR) für die Sicherheit auf Bahnstrecken, in den Stationen und Zügen verantwortlich.

## Länder außerhalb Europas mit Bahnpolizeien

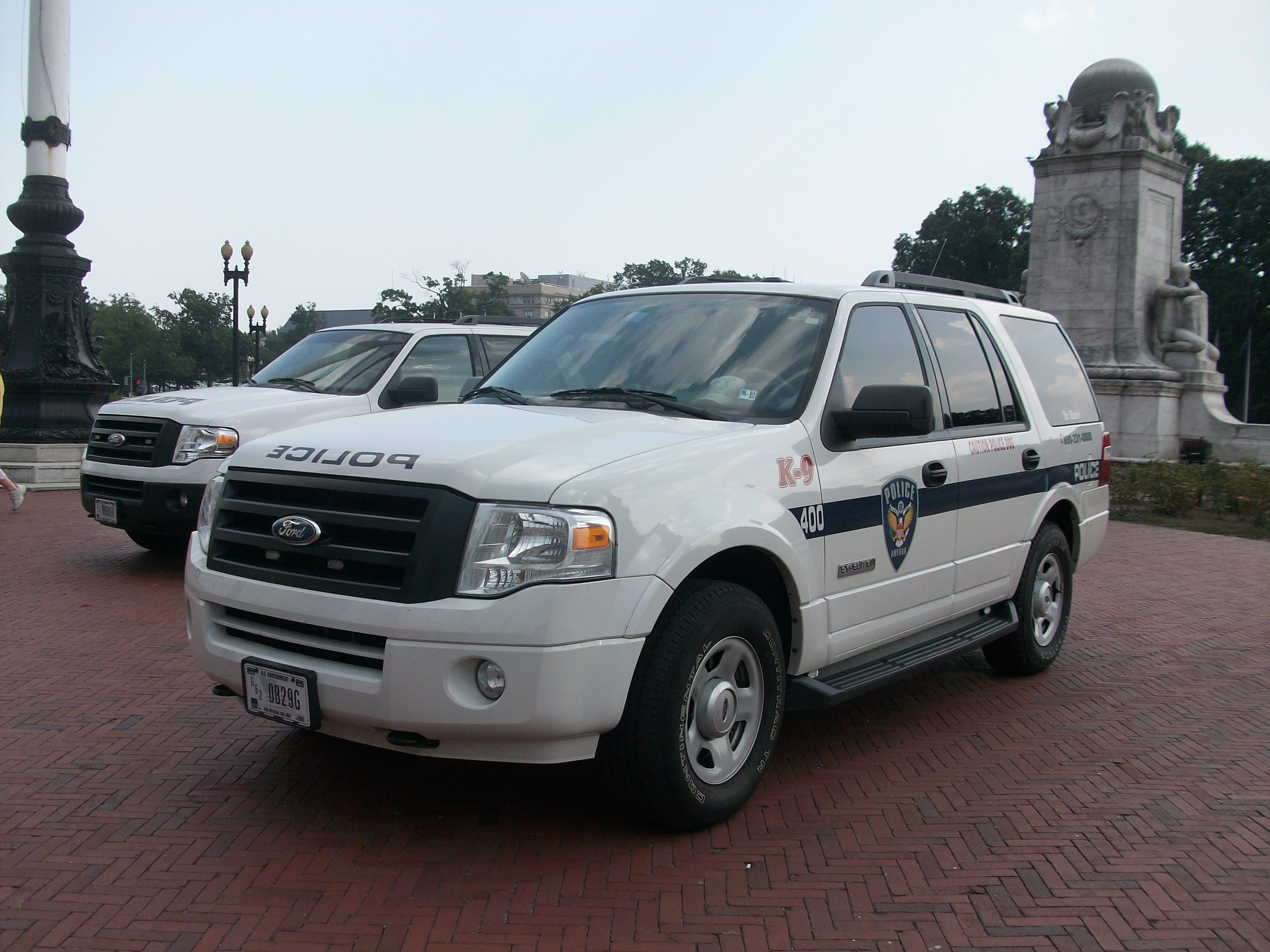
Fahrzeug der Amtrak Police vor der Washington Union Station

### USA
In den USA unterhält auf Bundesebene die National Railroad Passenger Corporation (Amtrak) eine eigene Polizeibehörde, das Amtrak Police Department. Abgesehen davon gibt es noch andere diverse Bahn- und Transitpolizeien auf Ebene der Bundesstaaten. So unterhält die BART in San Francisco die BART Police.

## Internationale Zusammenarbeit
Die offizielle internationale Zusammenarbeit zwischen den verschiedenen Bahnpolizeien und Eisenbahnunternehmen erfolgt in Europa im Rahmen von COLPOFER (Collaboration des services de police ferroviaire et de sécurité), einem dem Internationalen Eisenbahnverband (UIC) angeschlossenen Gremium. Daneben existiert mit RAILPOL ein internationales informelles Netzwerk aller europäischen Bahnpolizeibehörden und -organisationen.